# Márta Balogh
Márta Balogh född 2 mars 1943 i Budapest, död 3 oktober 2019, var en ungersk internationell handbollsspelare, flerfaldig ungersk mästare och ungersk cupvinnare och guldmedaljör i världsmästerskapet 1965. 

## Karriär
Från 1961 till 1969 spelade hon handboll för Budapest Spartacus och vann ligatiteln med laget vid fem tillfällen. Mellan 1962 och 1969 gjorde hon 42 matcher för det ungerska landslaget och vann guldmedaljen vid världsmästerskapet i handboll för kvinnor 1965 i Västtyskland.

## Klubblagsmeriter
- Nemzeti bajnokság I:
  - : 1962, 1963, 1964, 1965, 1967
- Magyar Kupa:
  - : 1963, 1968'

- EHF Champions League
  -  1965

## Personligt liv
Balogh var gift med den tvåfaldige olympiska mästaren i vattenpolo Kálmán Markovits. De fick ett barn, László, som blev den yngsta ungerska mästaren i tennis 1986 vid 16 års ålder, och senare hade en framgångsrik karriär som sportchef, var ordförande för Vasas SC och medlem i ungerska olympiska kommittén.